# DigitAlb
DigitAlb è una piattaforma televisiva digitale satellitare e digitale terrestre a pagamento con sede a Tirana, Albania. La piattaforma fondato da  Dritan Hoxha, ha iniziato le trasmissioni terrestri il 15 luglio 2004 e quelle satellitari entro la fine dello stesso anno. DigitAlb ha anche assorbito alcuni canali della defunta piattaforma satellitare SAT+.

## Storia
DigitAlb ha stretto una collaborazione con SuperSport per la trasmissione di contenuti sportivi. Nel 2006 ha introdotto per la prima volta in Albania la tecnologia wireless DVB-H per la TV mobile. Il 15 luglio 2022, in occasione del suo 18º anniversario, DigitAlb ha lanciato il suo servizio OTT. Nel gruppo Top Media, DigitAlb è guidata da Eglinor Ramaj nel ruolo di Amministratore delegato e fa parte di un insieme di media che include Top Channel, Top News, Top Albania Radio, Top Gold Radio, il quotidiano Shqip, la rivista Shqip Magazine, il produttore di caffè Lori Caffe, VGA Studio, My Music Radio e musicAL. In Europa, DigitAlb continuerà a trasmettere fino al 2026 tramite il satellite Eutelsat (Eutelsat 16A).

## Canali
I canali trasmessi da DigitAlb includono Top Channel, Top News, T, Max HD, Family HD, Gold HD, Stinët, Explorer Shkencë, Explorer Histori, Explorer Natyra, Film Autor, Eurofilm, Film Hits, Film Thriller, Film Drame, Film Aksion, Film Komedi, SuperSport, Bang Bang, Çufo, e Junior. Durante la stagione, sono disponibili anche due canali dedicati a Big Brother VIP (Big Brother Vip 1) e (Big Brother Vip 2).

## Sviluppi recenti
Il 14 febbraio 2013, DigitAlb ha lanciato un nuovo modello di decoder e nuovi servizi, tra cui il VOD, scommesse online, lotterie, giochi, IPTV e navigazione web tramite il decoder.

## Decoder

### Decoder standard definition
- Opentech ODS 3000C
- Opentech ODS 2000C

### Decoder high definition
- Kaon KSF-S660HDCO
- Opentech ODS 3000H
- ODS 2000H

### Decoder terrestre standard definition
- Opentech ODT 1000C
- Kaon KTF-270CO

### Decoder terrestre high definition (T2)
- ODT 2000H

### Decoder satellitari HD con middleware
- ODS 4000H
- FlyBOX
- FlyBox mini
- Hard Disk i DigitAlb

Tutti i decoder DigitAlb utilizzano il sistema di accesso condizionato Conax.